# Коридорас Бритскі
Коридорас Бритскі (Corydoras britskii) — вид риб з роду Коридорас родини Панцирні соми ряду сомоподібні. Отримав назву на честь іхтіолога Герардо Антоніо Бритскі.

## Опис
Загальна довжина сягає 8,8 см. Голова масивна, передня частина скошена донизу. Морда коротка. Очі середнього розміру, розташовано у верхній частині голови. Рот нижній, пристосований для захоплення. Тулуб короткий з опуклою спиною. Спинний плавець високий, складається з 15-18 м'яких променів. Жировий плавець маленький, розташовано близько до спинного плавця. Грудні та черевні плавці маленькі. Анальний плавець більше за грудні. Хвостовий плавець доволі широкий, з великою виїмкою.
Забарвлення блідо-рожеве. Спина синювато або зеленувато з металевим блиском. Усі плавці рудувато-коричневі.

## Спосіб життя
Зустрічається в невеличких річках та струмках з піщаним ґрунтом. Тримається серед каменів та корчів. Особливо активна у присмерку. Живиться дрібними ракоподібними, донними хробаками, комахами.
Самиця відкладає ікру серед рясної рослинності.

## Розповсюдження
Є ендеміком Бразилії. Мешкає у нижній частині басейну річки Парагвай.